# ML 3インチ迫撃砲

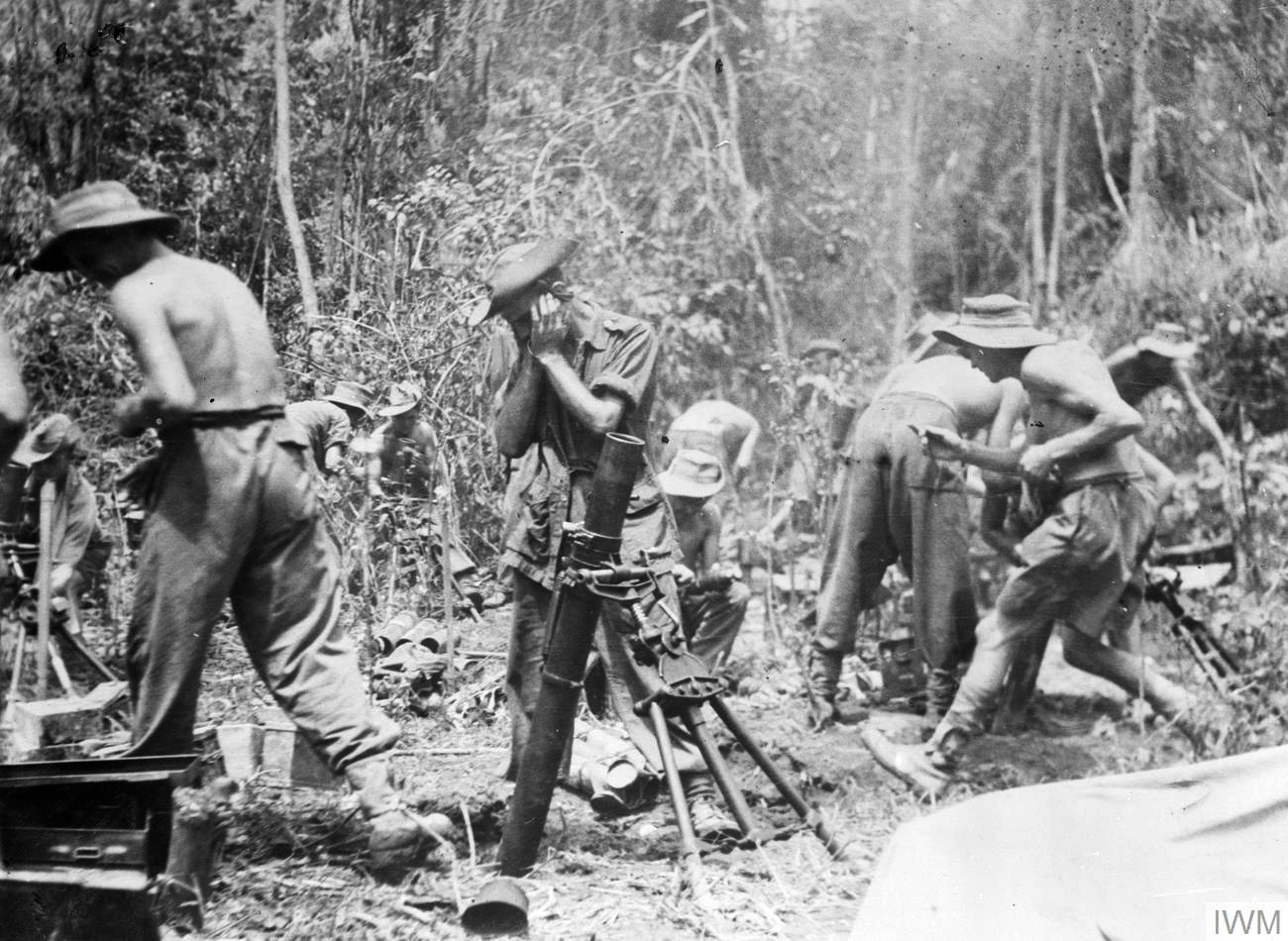
オードナンス ML 3インチ迫撃砲を使用するイギリス兵。ビルマにて

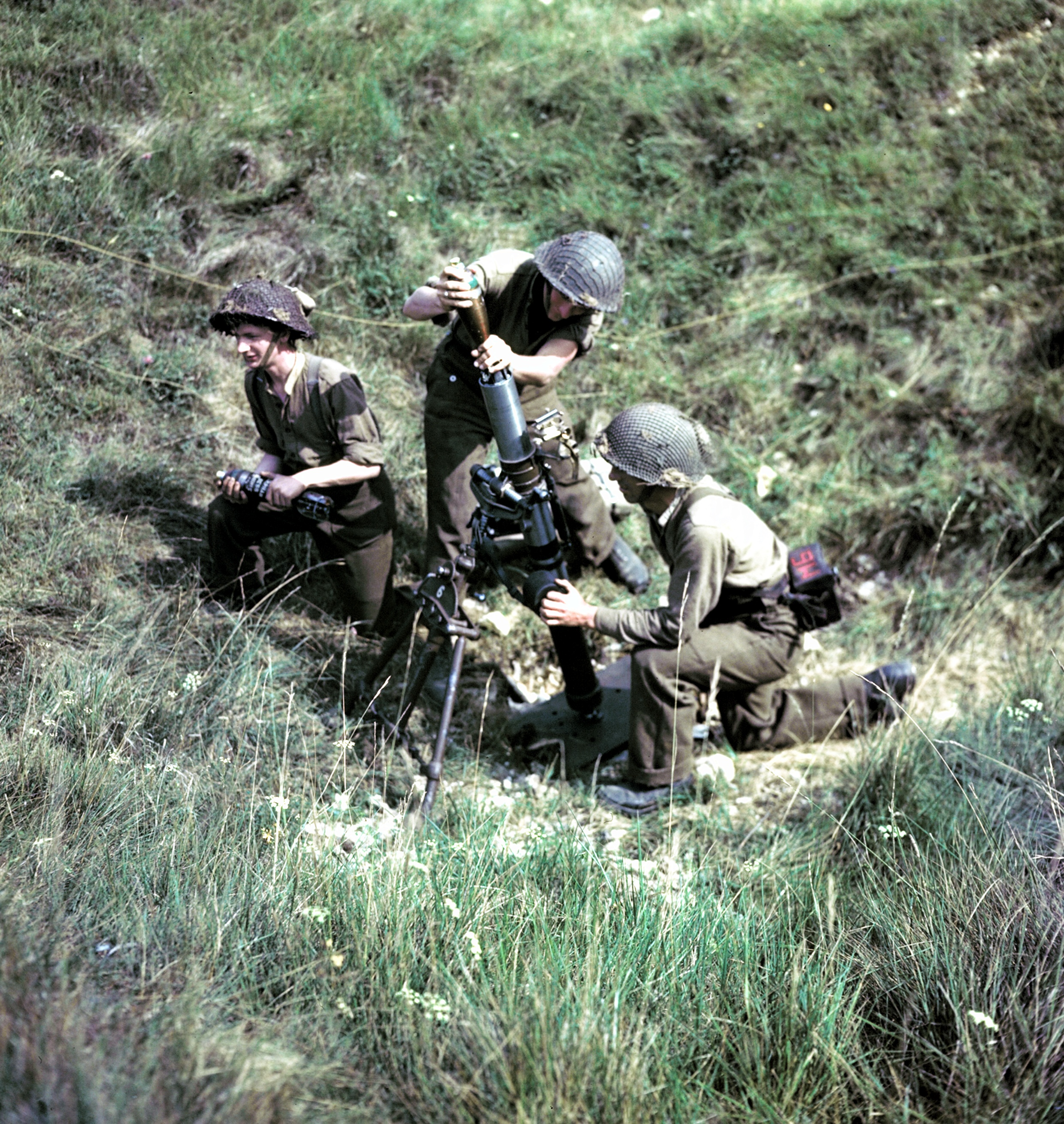
オードナンス ML 3インチ迫撃砲を使用するカナダ兵

オードナンス ML 3インチ迫撃砲（英語: Ordnance ML 3 inch Mortar）は、第二次世界大戦時のイギリス軍の標準的な中迫撃砲。

## 概要
ML 3インチ迫撃砲は、第一次世界大戦で使用されたストークス3インチ迫撃砲の後継として1920年代後半に制式採用された。口径は3インチ（76.2mm）と表記されているが、実際の口径は3.18インチ（81mm）であり、形状は一般的なストークス型迫撃砲であるが、射程は2倍以上となる1,463mにまで延伸されている。
さらに、第二次世界大戦序盤のフランスや北アフリカにおける戦いでドイツ軍の8 cm GrW 34よりも射程が短かったために苦戦を強いられた反省から、新たに設計された砲身を装備し射程を2,560mにまで延伸したMk.2が開発された。
ML 3インチ迫撃砲は第二次世界大戦後も朝鮮戦争や第二次中東戦争などで使用され、1960年代後半からは新型のL16迫撃砲に更新されて退役した。

## 諸元・性能
諸元
- 種別: 迫撃砲
- 口径: 81 mm
- 砲身長: 1,370mm
- 重量: 50.8kg

性能
- 初速: 198m/秒
- 最大射程: 1,463メートル (1,600 yd) (Mk.1) / 2,560メートル (2,800 yd) (Mk.2)

砲弾・装薬
- 弾薬: 81mm迫撃砲弾・装薬